# Charles Husband

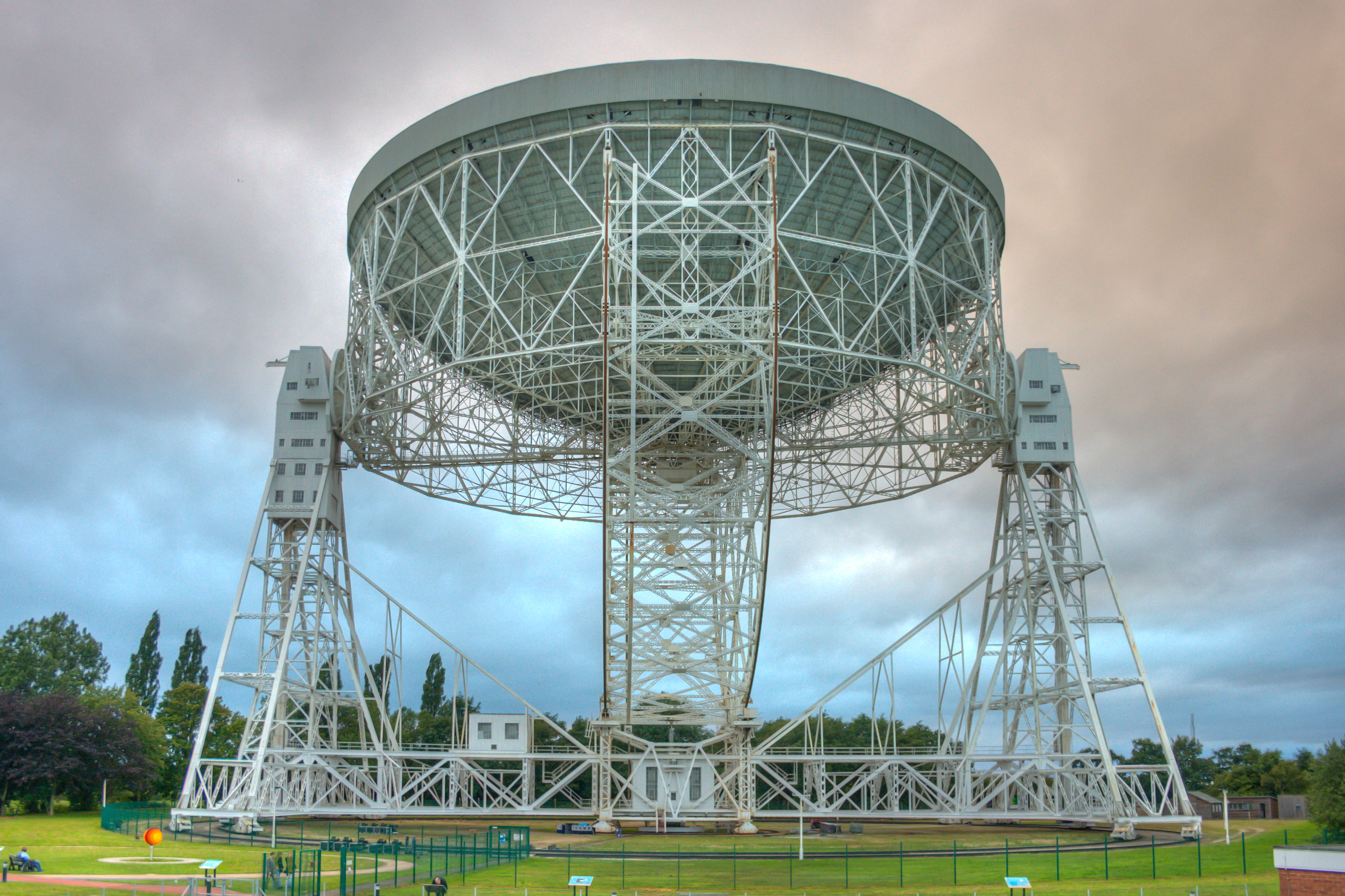
Lovell-Teleskop

Sir Henry Charles Husband (kurz H. C. Husband; * 30. Oktober 1908 in Sheffield; † 7. Oktober 1983) war ein britischer Bauingenieur.

## Biografie
Sein Vater Joseph Husband (1871–1961) war der erste Bauingenieurprofessor an der Universität in Sheffield. Sein Sohn Charles erhielt 1929 seinen Abschluss als Bauingenieur von der Universität Sheffield. 1931 bis 1933 arbeitete er als Assistent für den Bauingenieur Owen Williams (1890–1969) und für Wohnbauprojekte der Regierung in der Wirtschaftskrise. 1933 wurde er Ingenieur im First National Housing Trust. 1936 gründete er mit seinem Vater und einem Partner (Anthony Clark) das Ingenieurbüro Husband & Clark in Sheffield. Im Zweiten Weltkrieg arbeitete er für die Regierung unter anderem in der Flugzeugfabrikation. Nach dem Krieg leitete er sein Ingenieurbüro. Sein Ingenieurbüro ging nach seinem Tod 1990 im Ingenieurbüro Mott MacDonald auf.
Bekannt wurde er durch die Konstruktion des Radioteleskops in Jodrell Bank (das Lovell-Teleskop).  Bernard Lovell wollte ein schwenkbares Teleskop mit 76 m Durchmesser (250 Fuß), was einige Bauingenieure als unmöglich ablehnten. Der Bau dauerte 1952 bis 1957, begleitet zum Beispiel von Windkanal-Tests. Das Teleskop galt als Höhepunkt britischer Ingenieurskunst nach dem Krieg. Später war Husband noch an weiteren Radioantennen beteiligt (wie die Goonhilly Satellite Earth Station).
In den 1950er Jahren konstruierte er in Zusammenarbeit mit dem Radiologen Frank Ellis in Oxford eines der frühesten Bestrahlungsgerät mit radioaktivem Kobalt zur Krebstherapie, was umfangreiche Abschirmungen erforderte. Es war im Churchill Hospital in Oxford.
Er leitete in den 1970er Jahren den Wiederaufbau der Britannia Bridge von Robert Stephenson nach einem Feuer. Dabei griff er auf ursprüngliche Pläne von Stephenson zurück für den Wiederaufbau in modifizierter Form.

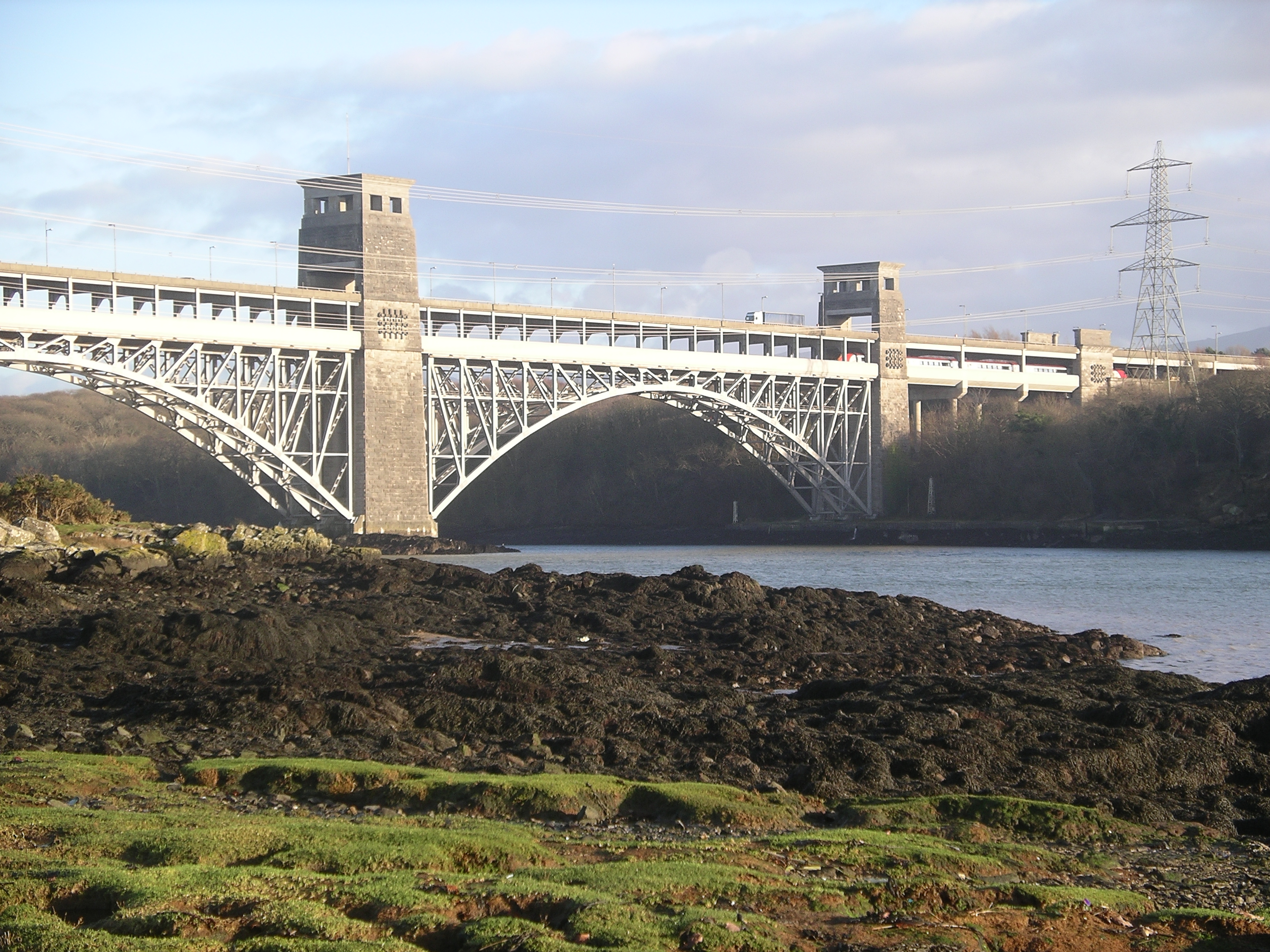
Britannia Bridge

Sein Ingenieurbüro baute viel in Sri Lanka, wo in Colombo eine Zweigstelle war. Dort bauten sie ein Hochhaus von 16 Stock (Ceylinco House). Für die Dreharbeiten zum Film Die Brücke am Kwai von 1957 mit Dreharbeiten in Sri Lanka baute seine Firma die Brücke, die dem Film den Titel gab.

## Ehrungen
1965 erhielt er die Royal Medal als erster angewandter Wissenschaftler, 1973 die Goldmedaille der Institution of Structural Engineers, deren Präsident er 1964/65 war, und 1966 die Wilhelm-Exner-Medaille. 1959 erhielt er die Benjamin Baker Gold Medal (für das Lovell Radioteleskop) und 1976 die James Watt Medal (für die Britannia Bridge). 1964 wurde er Commander des Order of the British Empire (CBE) und 1975 wurde er als Knight Bachelor geadelt. Er war Ehrendoktor der Universitäten von Manchester und Sheffield.

## Schriften
- H. C. Husband, R. W. Husband: Reconstruction of the Britannia Bridge, Proceedings of the Institution of Civil Engineers, Band 58, 1975, S. 25–49
- H. C. Husband: The Jodrell Bank Radio Telescope, Proceedings of the Institution of Civil Engineers, Band 9, 1958, S. 65–86